# Исоп
Исоп (Hyssopus) е род от около 10 – 12 вида тревисти растения или полухрасти от семейство Устноцветни (Lamiaceae), живеещи от източното Средиземноморие до централна Азия. Те са ароматни, с изправени разклонени стъбла дълги до 60 см и покрити с фини власинки по върховете. Листата са тесни, продълговати, дълги 2 – 5 cm. Малките сини цветове цъфтят в горната част на разклоненията през лятото. Понякога се нарича „изоп“ или „хисоп“
Най-известният вид е Лечебният исоп (Hyssopus officinalis), отглеждан широко извън родните си области в Средиземноморието. Той е и билка с антисептично и тонизиращо действие, прилага се също при заболявания на дихателната система и за детоксикация.
В Южна Европа обаче често го прибавят и към домашните ликьори и други плодови напитки. Прочутият „Шартрьоз“ например дължи вкуса си на исопа.

## Видове
- Hyssopus ambiguus (Trautv.) Iljin
- Hyssopus cretaceus Dubjan.
- Hyssopus cuspidatus Boriss.
- Hyssopus ferganensis Boriss.
- Hyssopus latilabiatus C.Y.Wu & H.W.Li
- Hyssopus lophanthoides Buch.-Ham. ex D.Don
- Hyssopus macranthus Boriss.
- Hyssopus ocymifolius Lam.
- Hyssopus officinalis L.
- Hyssopus seravschanicus (Dub.) Pazij
- Hyssopus tianschanicus Boriss.

## Действие и приложение
Спазмолитично, откашлично и антисептично. Лечебното действие се дължи на съдържащите се в билката етерично масло и горчиви вещества. Установено е, че етеричното масло притежава и антимикробно действие. Употребява се при бронхит, трахеит, високо кръвно налягане, ларингит, бронхиален задух, стенокардия, хроничен колит, газове, задух и др.
Външно: за жабуркане при пресипнал глас, гърлобол и зъбобол; за промивки при възпалени очи; за бани при ревматизъм; за лапи при съсирена кръв.